# Cyphoma rhomba
Cyphoma rhomba is een slakkensoort uit de familie van de Ovulidae. De wetenschappelijke naam van de soort is voor het eerst geldig gepubliceerd in 1978 door Cate.